# 의걸이장

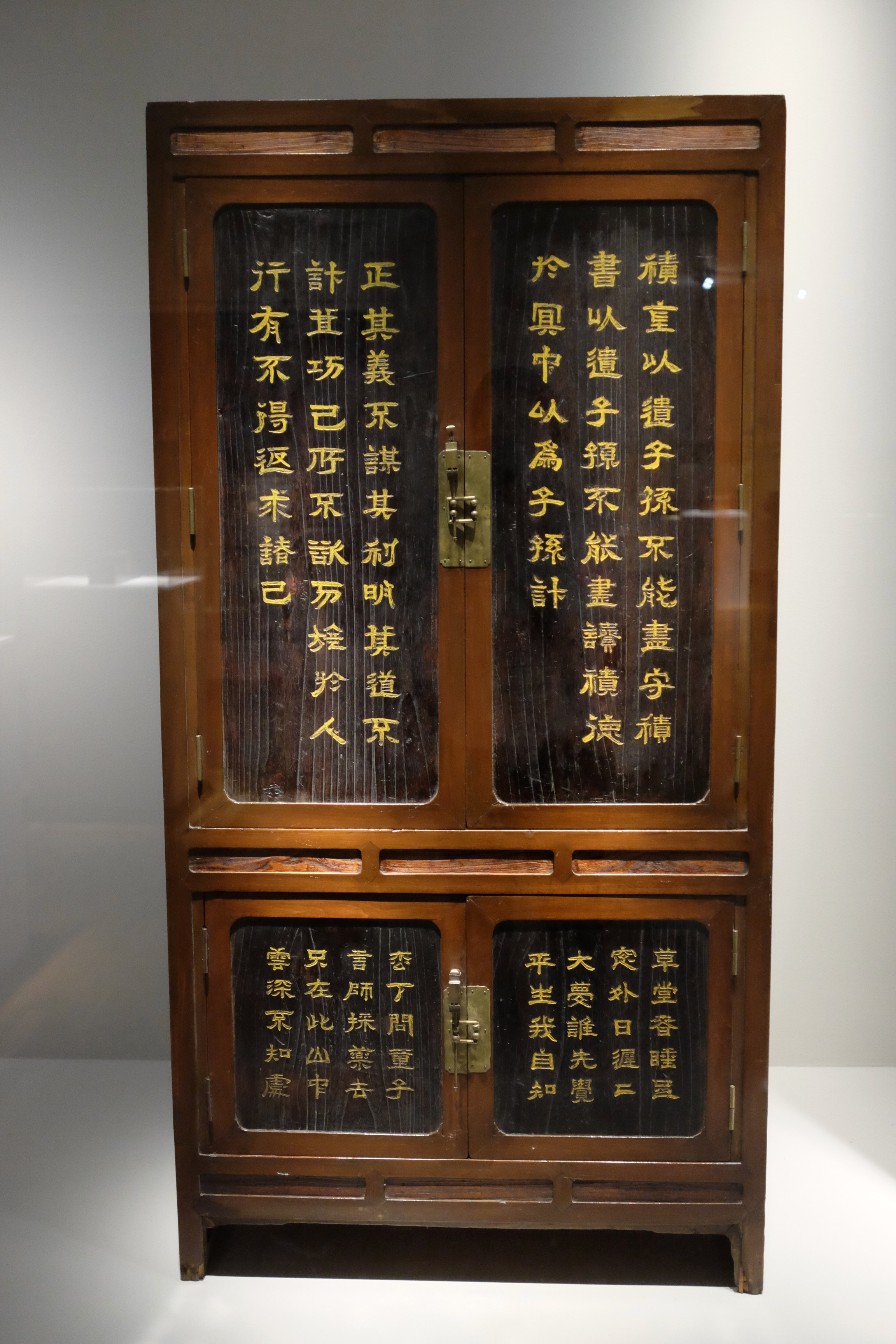
시명 의걸이장, 이화여자대학교 박물관 소장, 19세기, 조선

의걸이장은 의관을 걸어 보관할 수 있도록 내부 상단에 횃대가 있도록 제작되었으며, 주로 남성의 의복을 보관하는데 사용된 장이다. 일반적으로 1층 또는 2층으로 구성되어 있다.

## 주요 유물
- 시명 의걸이장(詩銘 衣巨里欌)

이화여자대학교 박물관이 소장하고 있는 이 의걸이장은 전형적인 의걸이장 형식으로 넓고 긴 두 짝의 문이 있는 2층 구조이다. 의걸이는 일반적으로 단층 또는 이층으로 구성되어 있는데, 2층 의걸이장의 경우 1층에 신발, 관모 등을 보관하고 2층에는 횃대에 두루마기와 같은 긴 옷들이 구겨지지 않도록 걸어 보관하였다. 이 의걸이는 배나무 골재에 오동나무 판재를 사용하였으며 오동나무 표면에 인두로 지진 후 볏짚으로 문질러 나뭇결을 살리는 낙동법(烙桐法)을 사용하였다. 문판에 예서체로 잠언과 오언시를 음각하고 그 위에 아교와 황색 안료를 혼합하여 글씨가 돋보이도록 하였다.